# Джорджтаунський університет
Джорджта́унський університет (англ. Georgetown University) — єзуїтський католицький приватний університет, розташований в Вашингтоні. Заснований в 1789 році Джоном Керроллом, є найстарішим католицьким університетом США. Знаходиться в районі Джорджтаун, що до 1871 року мав статус окремого міста.
Серед відомих випускників – 28 стипендіатів Родса, 32 стипендіатів Маршалла, 33 стипендіатів Трумена, 429 стипендіатів Фулбрайта, 6 нинішніх мільярдерів, 2 судді Верховного суду США та 2 президенти США, а також численні міжнародні королівські особи та 14 глав іноземних держав. Джорджтаун випустив більше дипломатів США, ніж будь-який інший університет, а також багатьох членів Конгресу Сполучених Штатів, Державного департаменту та ЦРУ.

## Історія
Англійські католики — поселенці влаштувалися в провінції Меріленд в 1634 році. Поразка роялістів в Англійській громадянській війні (1646) призвела до прийняття суворих законів проти католиків, видворення відомих єзуїтів з колонії і руйнування їхньої школи. Протягом більшої частини колоніального періоду єзуїти й далі проводили заняття в католицьких школах нелегально. Зняття заборони в 1776 році, після початку американської революції, дозволило католикам створити освітній заклад на постійних засадах.
14 квітня 2009 в університеті виступив з промовою президент США Барак Обама.

## Науковці університету
- Ендрю Кучінс — старший науковий співробітник і професор Центру євразійських, російських і східноєвропейських досліджень (CERES) Школи дипломатичної служби Джорджтаунського університету.